# Mar Littorina

Il mar Littorina intorno a 7000 anni fa.

Il mar Littorina (oppure mar Litorina) è uno stadio geologico del Mar Baltico nel quale era predominante la presenza di acqua salmastra, intorno al 7500–4000 anni fa. Seguì il mar Mastogloia, stadio transizionale dell'Ancylus. Il mar Littorina è chiamato così dalla littorina comune (Littorina littorea), un mollusco diffuso a quel tempo nelle acque del Baltico, che rappresenta un indicatore della salinità del mare.
Il mar Littorina fu un periodo di trasgressione (progressiva sommersione da parte delle acque marine) e un massimo di salinità durante il più caldo periodo Atlantico della climatologia europea. All'optimum, approssimativamente 4500 anni fa, il mare conteneva il doppio di volume d'acqua e copriva il 26,5% di superficie in più rispetto ad oggi. Alla fine del periodo moderno apparvero le forme delle terre emerse, comprese le lagune, e dune attualmente visibili.
Durante il periodo la foresta temperata decidua si spostò a nord, a coprirne le rive e la regione circostante.